# 陕甘金腰
陕甘金腰（学名：Chrysosplenium qinlingense）为虎耳草科金腰属下的一个种。

## 扩展阅读
- 維基物種上的相關：陕甘金腰